# Église Notre-Dame-des-Sablons d'Aigues-Mortes
L'église Notre-Dame-des-Sablons est une église gothique située à Aigues-Mortes, dans le département français du Gard en région Occitanie.

## Historique
L'église Notre-Dame-des-Sablons est le dernier témoignage de l'embarquement de saint Louis pour les croisades. La date exacte de sa construction n'est pas connue. Elle a vraisemblablement été construite avant les remparts, vers le milieu du XIIIe siècle, à l'époque de saint Louis et est de style gothique. Collégiale en 1537, elle fut saccagée par les protestants en 1575. La chute de son clocher en 1634 provoque de nombreux dégâts, qui la rendent inutilisable durant près d'un siècle. La paroisse est transférée, un temps, dans la chapelle des Pénitents blancs. Les travaux principaux se déroulent de 1738 à 1744, tant sur l'orientation de l'édifice que sur la tour de l'horloge. Pendant la Révolution française, le bâtiment servit d'église décadaire, puis de caserne, et dépôt de sel. Elle ne redevient église catholique qu'en 1804 et fut restaurée dans un style "néo classique-baroque" assez chargé. 
L'église est inscrite au titre des monuments historiques, depuis le 6 décembre 1949, puis classée depuis le 31 août 1990 pour son autel gallo-romain
De 1964 à 1967 tout le décor XIXe disparaît, notamment les plafonds à caissons, pour laisser place à l'église beaucoup plus sobre et dans l'esprit médiéval que nous voyons aujourd'hui. Le reste du mobilier des XVIIIe et XIXe siècles a disparu à cette occasion à l'exception de quelques statues.
Depuis 1991, des vitraux créés par Claude Viallat, artiste contemporain appartenant au mouvement artistique Supports/Surfaces, donnent à l'édifice une lumière et une couleur extraordinaires.  
Le 25 août 1992, jour de la Saint-Louis, le prince Louis de Bourbon y prononce son premier discours en tant qu'héritier du trône de France. Il est alors fait citoyen d'honneur de la ville d'Aigues-Mortes par le maire, René Jeannot. 

## Architecture

### Architecture extérieure
L'architecture extérieure de cette église est de style gothique, XIIIe siècle

### Architecture intérieure

#### Le chœur

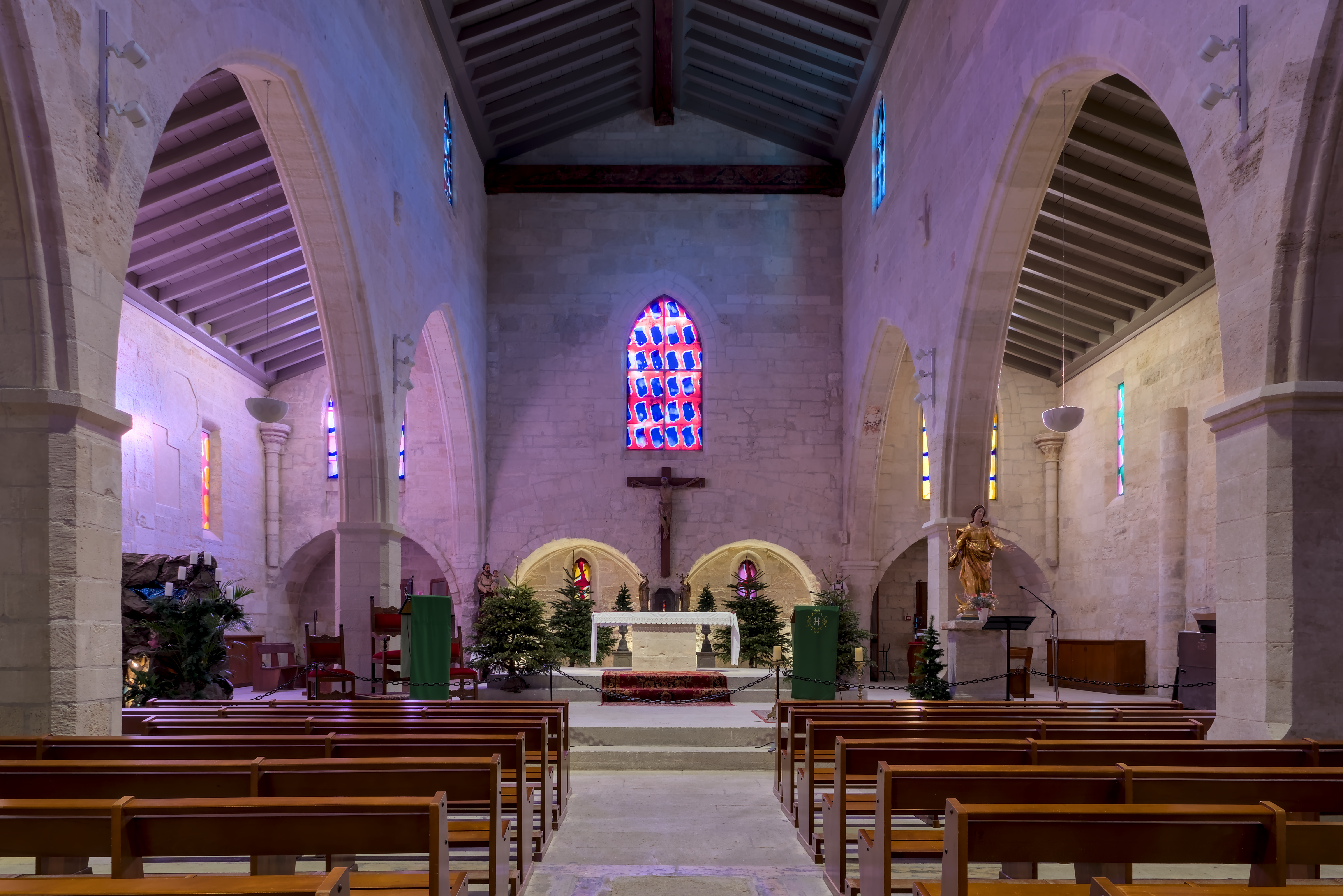
La nef.
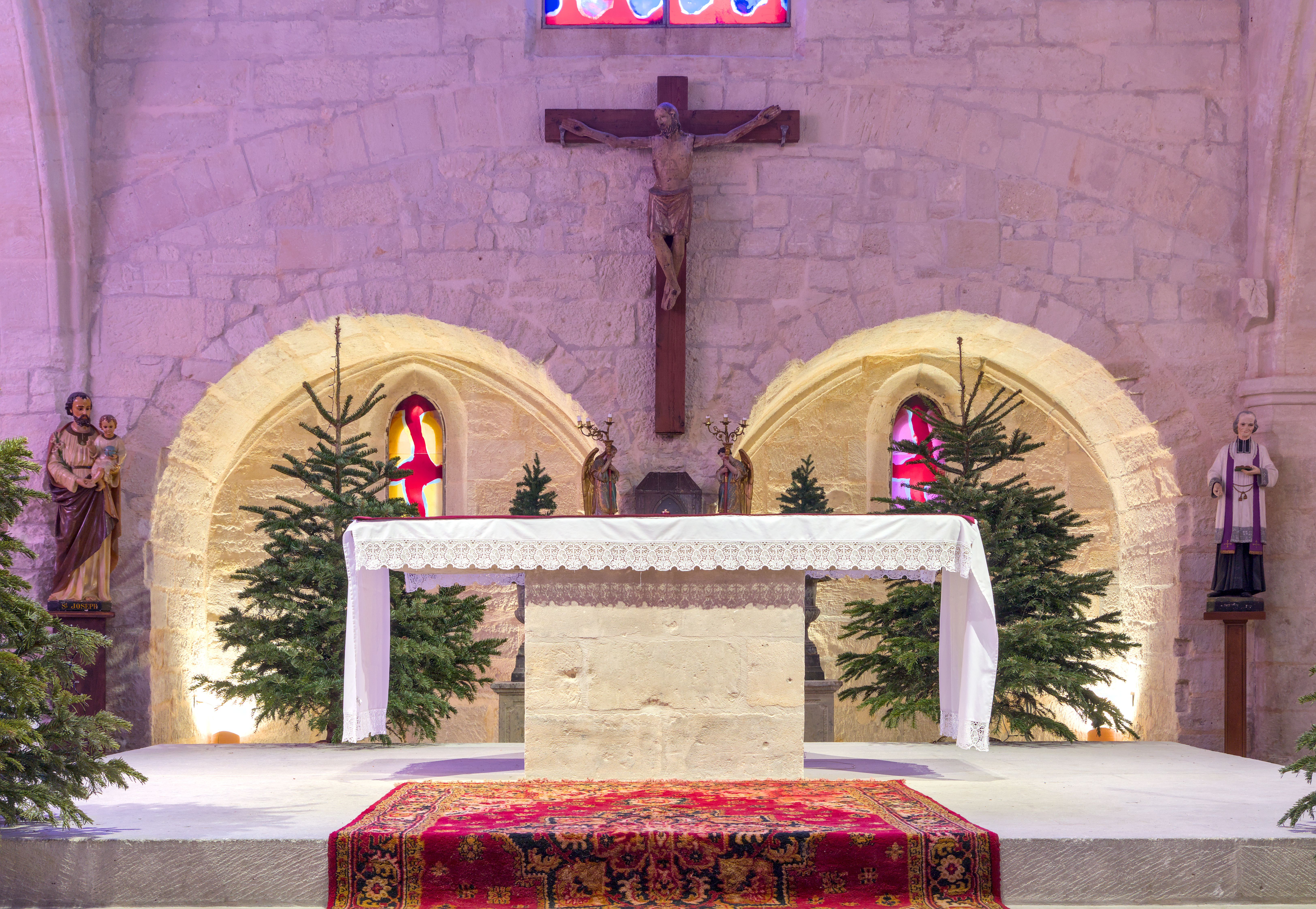
Le chœur.

## Ornementation

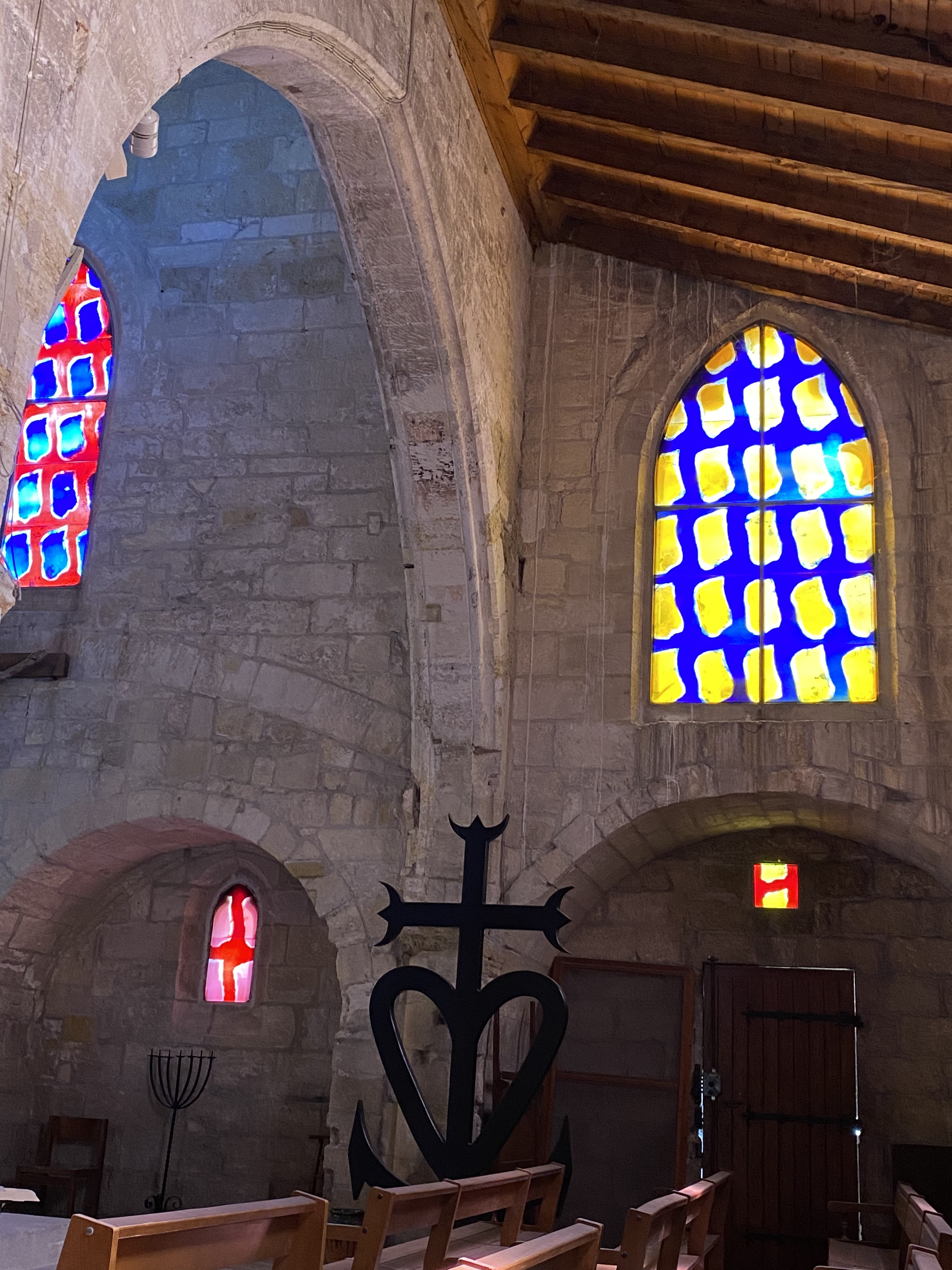
Vitraux de Claude Viallat dans le chœur de l'église Notre-Dame-des-Sablons d'Aigues-Mortes.

En 1990, à la suite d'une initiative conjointe de la municipalité et de la paroisse en 1989, l'artiste Claude Viallat et le maître verrier Bernard Dhonneur sont chargés de réaliser 31 nouveaux vitraux répartis en rosace, fenêtres et fenestrons pour une superficie totale de 61 m2.
La réalisation des vitraux est cofinancée par l'État, les collectivités locales, la paroisse et des mécénats d'entreprises et de particuliers. 
L'iconographie est traitée de manière abstraite par la symbolique des couleurs.
Les vitraux sans sertissage sont réalisés d'après les cartons préparatoires grandeur nature de l'artiste.
La technique employée par le verrier est celle du verre soufflé, plaqué et feuilleté en trois couches (triplex) avec un verre transparent au centre et deux verres pelliculés de part et d'autre.
Les verres sont colorés au moment de la fusion avec ajout d’une couche d’émail coloré sur un support blanc. Une technique de pochoir a permis de graver à l'acide les formes et contre-formes sur chacune des pellicules, les couleurs de chaque couche s'additionnant par transparence.

## Mobiliers

### Inventaire Palissy

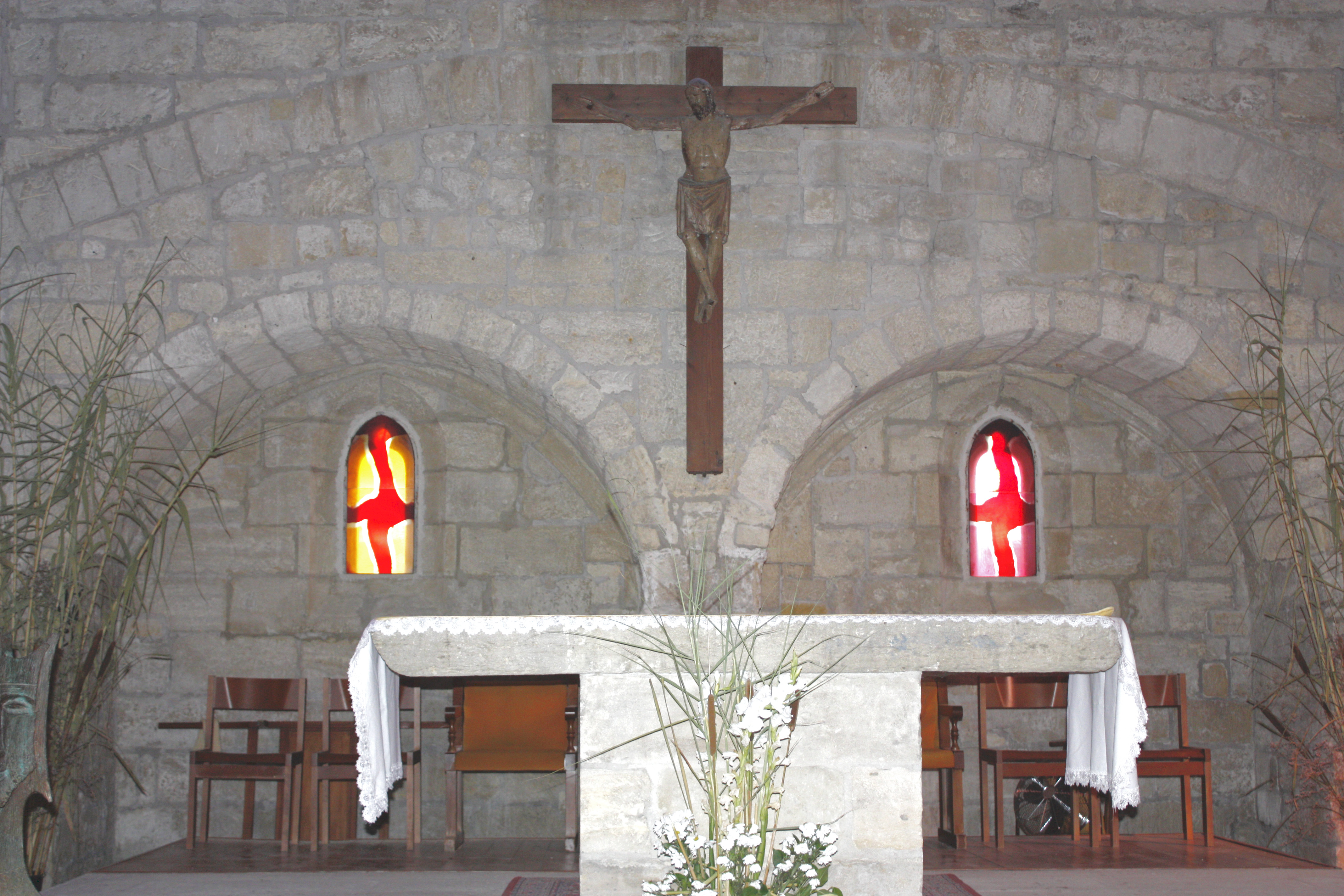
Crucifix en bois[7], XIVe siècle ou XVe siècle.

### Inventaire patrimonial

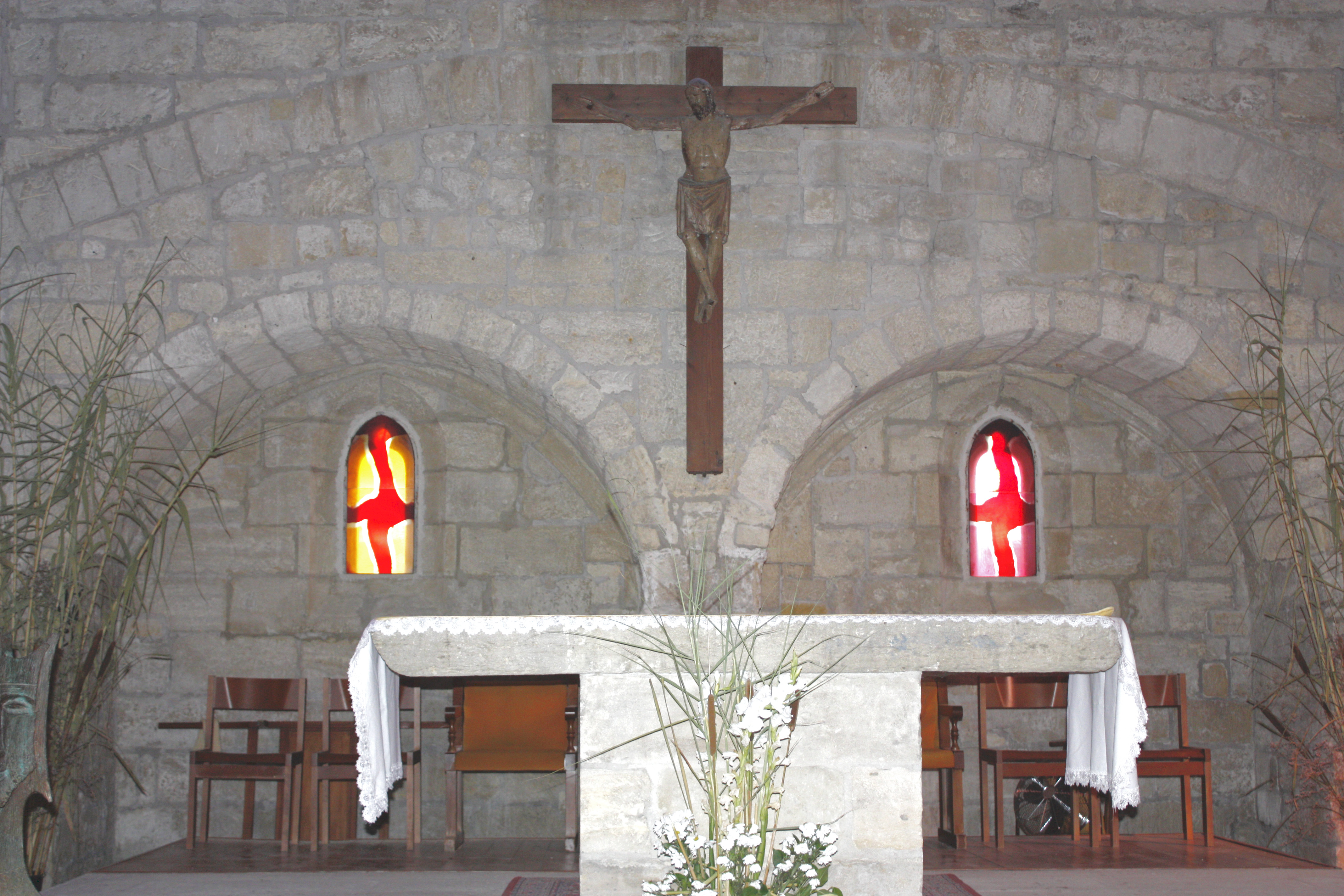
Autel[8].
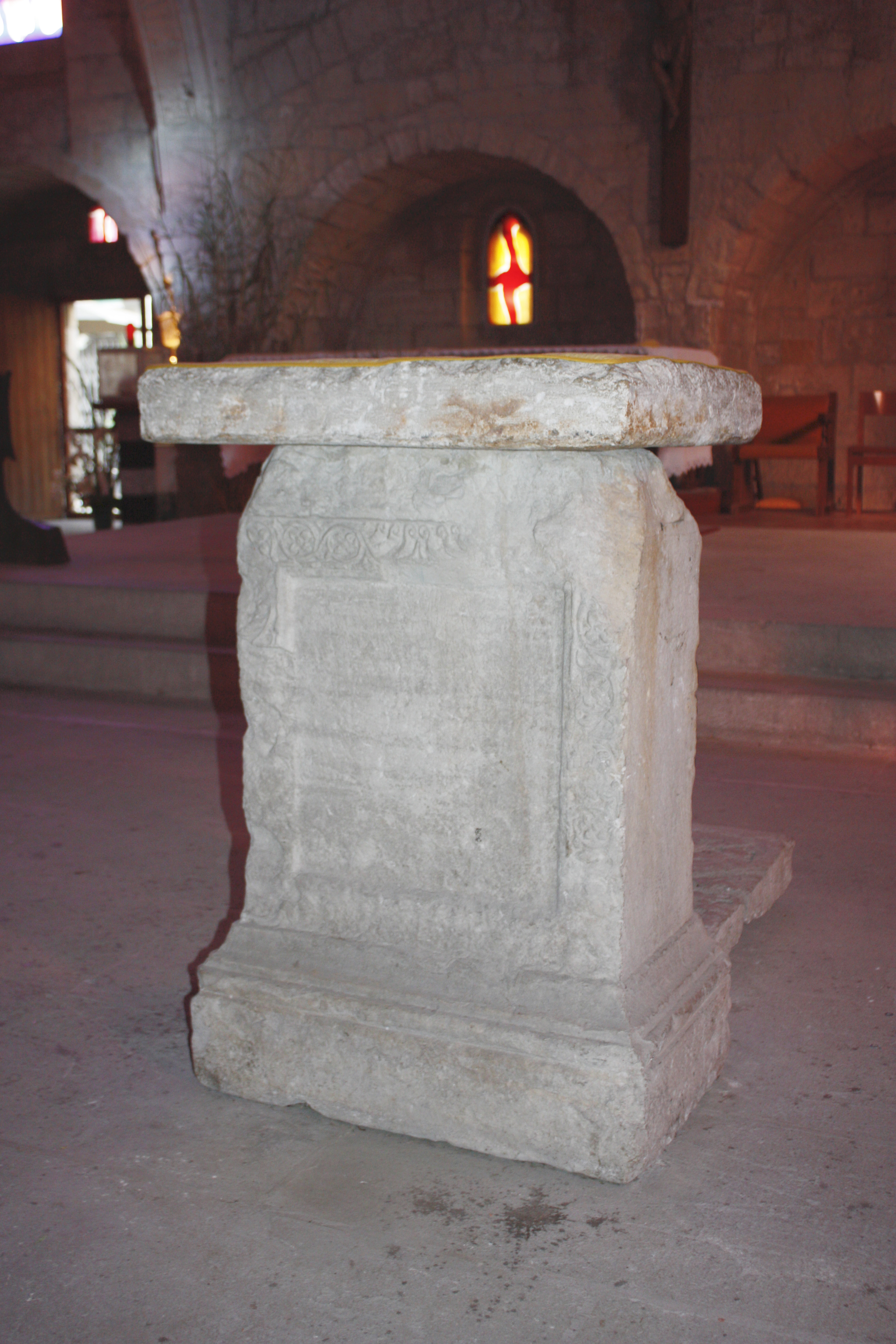
Ambon reposant sur un autel gallo-romain[9].
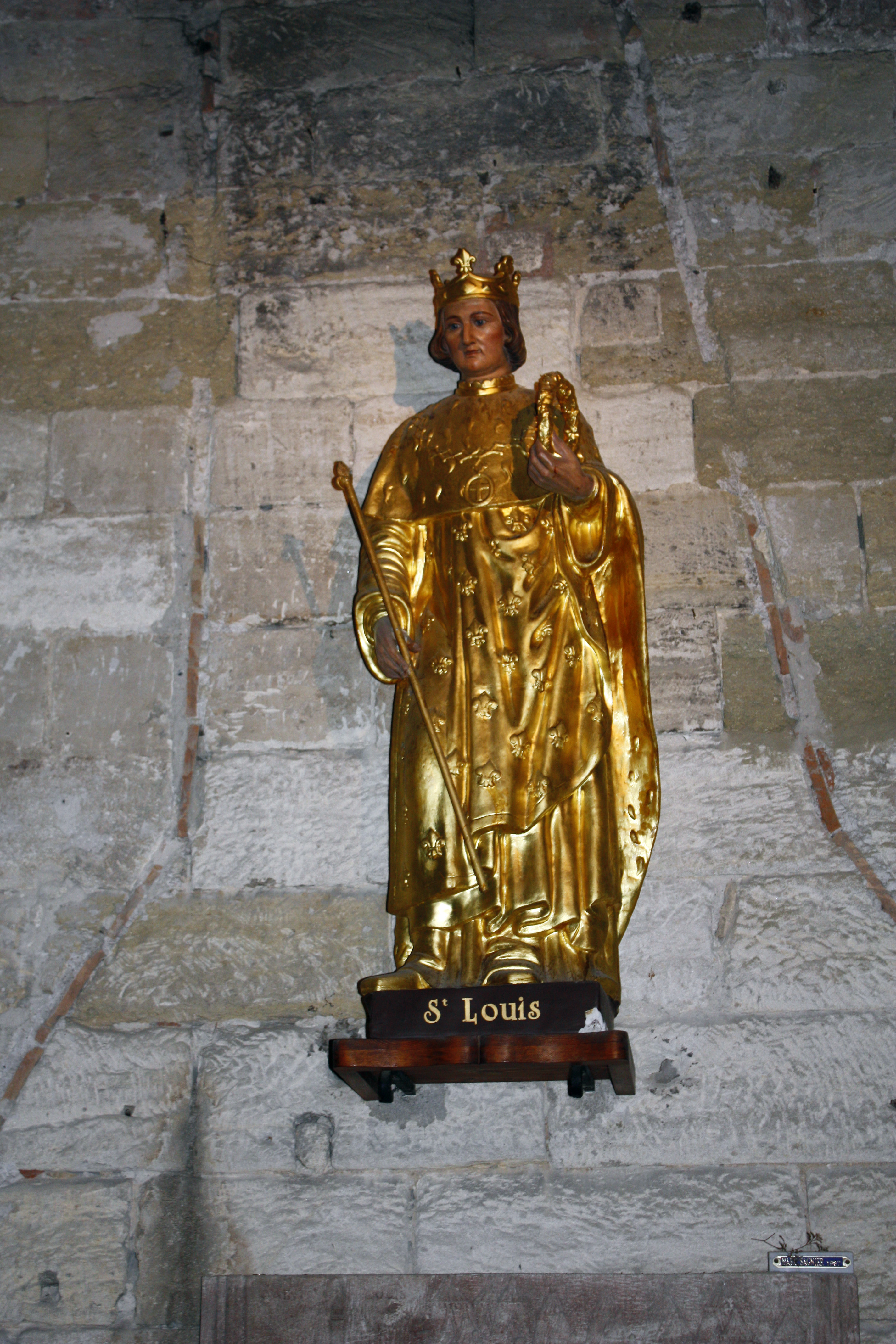
Statue de saint Louis[10].
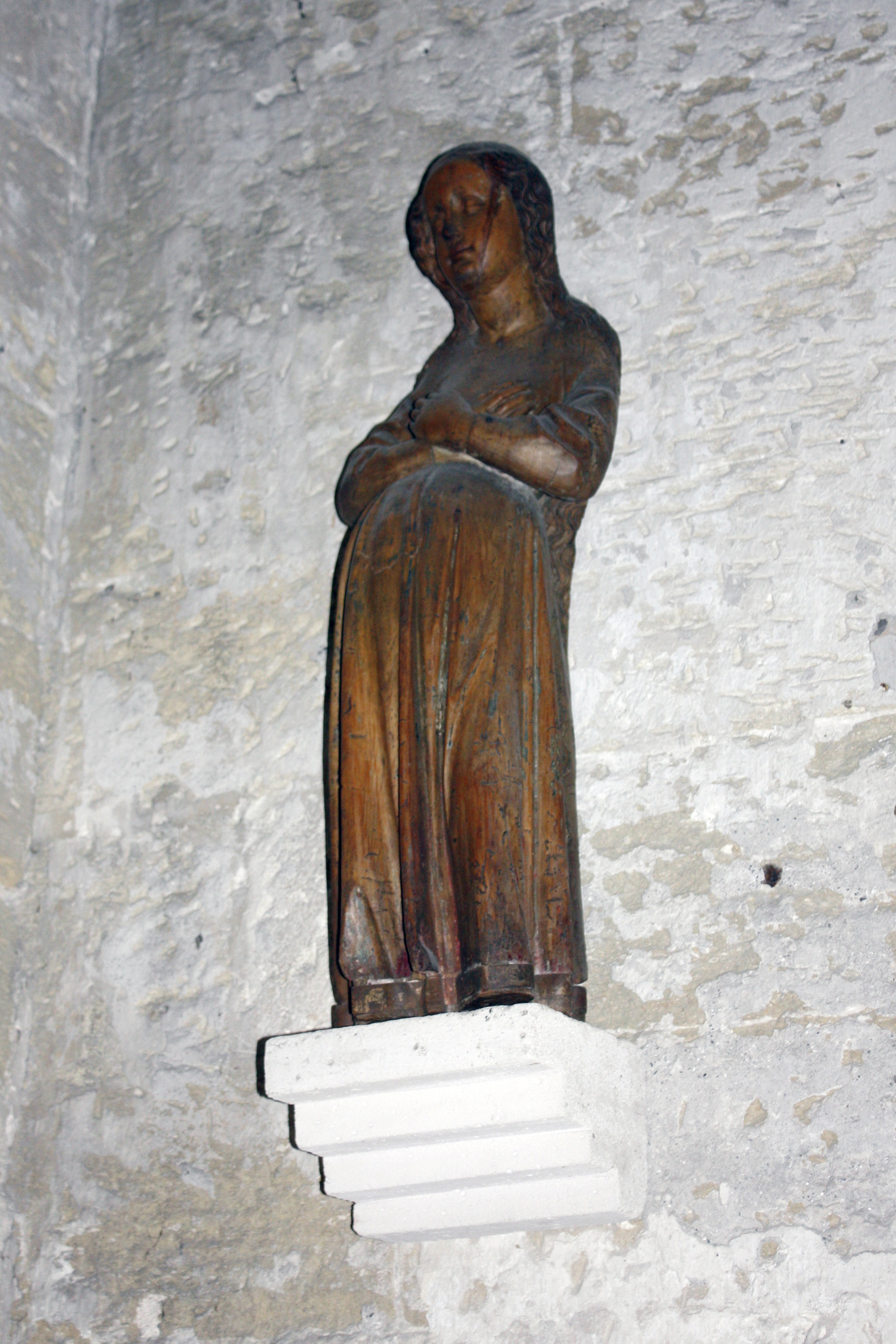
Statue de sainte Anne.
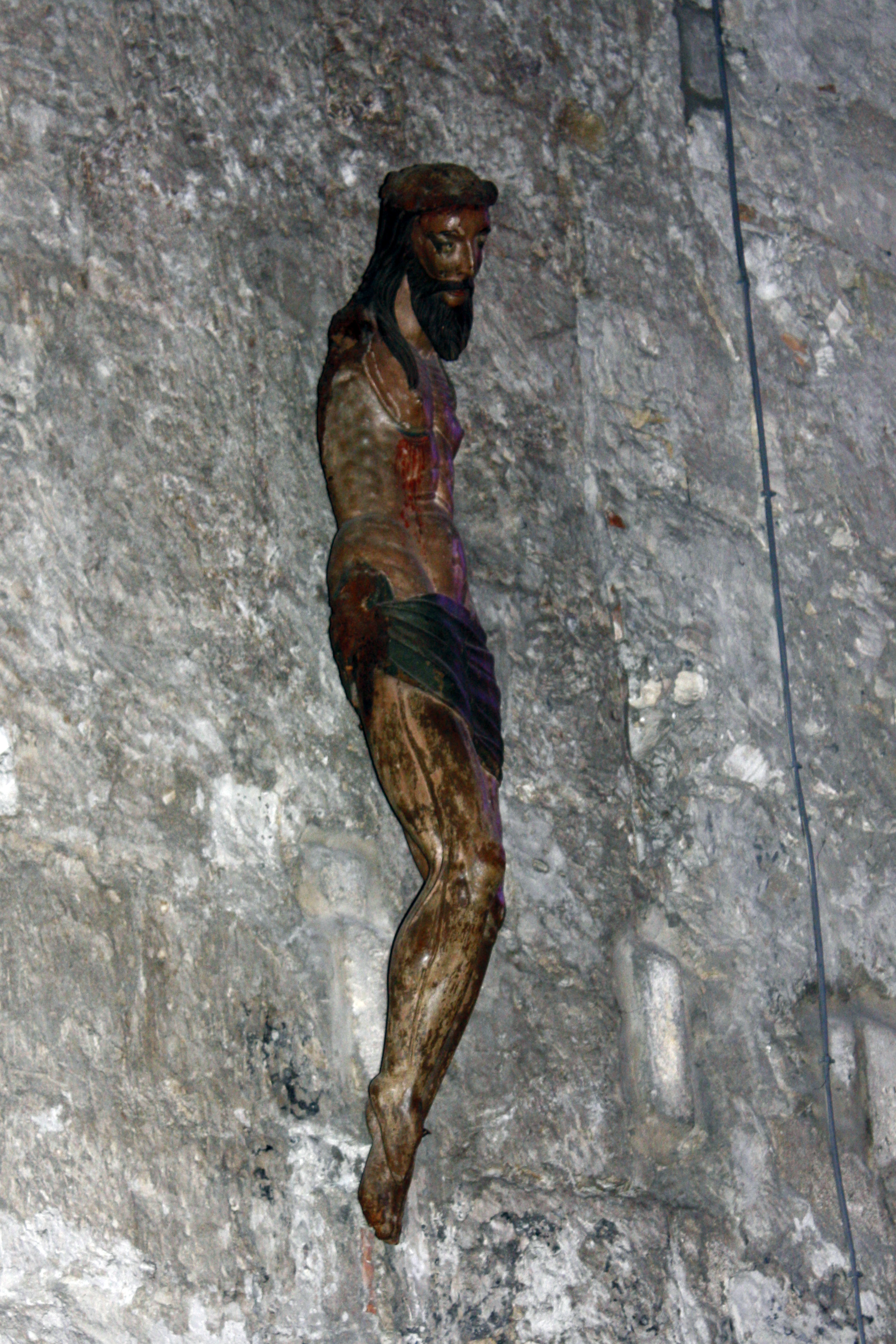
Christ "démembré".

Le très sobre clocher à peigne abrite 3 cloches. La plus importante, 1,07 m de diamètre, date de 1740, classée objet monument historique, elle fut réalisée par le maître fondeur Jean Poutingon.